# جولي بيرغان
جولي بيرغان  (بالنرويجية البوكمول: Julie Bergan)‏(من مواليد 12 أبريل 1994) هي مغنية وكاتبة أغاني نرويجية. بدأت كفنانة مميزة بعدما شاركت في أغنية سوبرنوفا عام 2012 قبل ظهور لأول مرة في عام 2014 في عمل منفرد له.

## السيرة الذاتية
في عام 2012 سجلت أغنية «سوبر نوفا» مع سر كوز، والتي بلغت ذروتها في المرتبة الخامسة على في جي ليستا.
شاركت في حدث ميلودي جراند بريكس 2013 الوطني ضمن مسابقة الأغنية الأوروبية عام 2013 مع أغنية "Give a Little Something Back"، والتي كتبته مع بن أدمس وساره سكجولدنس. هي لم تتأهل من الدور نصف النهائي في ستاينشار. في أيلول / سبتمبر 2013، في سبتمبر 2013، أكتشفته شركة وارنر ميوزيك النرويج. في أوائل عام 2014، أصدرت أول أغنية لها، "Younger".
بعد إصدار أغنيته، كتبت وصدرت عددًا من الأغاني له، ولكن بعد إطلاق أغنية "Arigato" الفردية أصبحت جولي معرفة خرج حدود بلدها. وصلت الأغنية إلى المرتبة الخامسة في جي ليستا، وتم ترشيحها في جرامي النرويجي في عام 2016 لأغنية السنة.

## ديسكوغرافيا

### ألبومات
| العنوان       | التفاصيل                                                                      |
| ------------- | ----------------------------------------------------------------------------- |
| تشغيل الأضواء | - تاريخ الاصدار: 2 فبراير 2018 - علامة:وارنر - التنسيقات: التحميل الرقمي، قرص |

## الجوائز والترشيحات
| العام | المنظمة                 | الجائزة                                  | العمل       | النتيجة |
| ----- | ----------------------- | ---------------------------------------- | ----------- | ------- |
| 2016  | MTV Europe Music Awards | أفضل عمل نرويجي                          | جولي بيرغان | رُشِّح     |
| 2016  | P3 Gull                 | ليلة رأس السنة                           | جولي بيرغان | رُشِّح     |
| 2016  | P3 Gull                 | أغنية السنة (أغنية السنة)                | "Arigato"   | رُشِّح     |
| 2017  | Spellemannprisen '16    | أغنية السنة (أغنية السنة)                | "Arigato"   | رُشِّح     |
| 2017  | Musikkforleggerprisen   | Årets Gjennombrudd (Breakthrough Artist) | "Arigato"   | فوز     |

## وصلات خارجية
- الموقع الرسمي
- جولي بيرغان في قاعدة بيانات الأفلام على الإنترنت
- جولي بيرغان على موقع IMDb (الإنجليزية)
- جولي بيرغان على موقع ميوزك برينز (الإنجليزية)
- جولي بيرغان على موقع أول ميوزيك (الإنجليزية)
- جولي بيرغان على موقع ديسكوغز (الإنجليزية)